# Gran Premio Industria e Commercio di Prato 1972
Il Gran Premio Industria e Commercio di Prato 1972, ventisettesima edizione della corsa, si svolse il 17 settembre 1972 su un percorso di 221 km, con partenza e arrivo a Prato. Fu vinto dall'italiano Tino Conti della Ferretti davanti al belga Willy De Geest e all'italiano Pietro Di Caterina.

## Ordine d'arrivo (Top 10)
| Pos. | Corridore          | Squadra     | Tempo    |
| ---- | ------------------ | ----------- | -------- |
| 1    | Tino Conti         | Ferretti    | 5h39'00" |
| 2    | Willy De Geest     | Van Cauter  |          |
| 3    | Pietro Di Caterina | Dreher      |          |
| 4    | Giuseppe Perletto  | Zonca       |          |
| 5    | Emanuele Bergamo   | Filotex     |          |
| 6    | Giovanni Varini    | Zonca       |          |
| 7    | Celestino Vercelli | Scic        |          |
| 8    | Claudio Michelotto | G.B.C.-Sony |          |
| 9    | Sandro Quintarelli | Ferretti    |          |
| 10   | Enrico Maggioni    | Dreher      |          |